# Illa de Mansel
L'Illa de Mansel (en anglès Mansel Island; en Inuktitut Pujjunaq) és una illa canadenca situada a la Badia de Hudson, al davant de la península d'Ungava. L'illa forma part de la Regió Qikiqtaaluk del territori de Nunavut.

## Geografia
Amb 3.180 km², és l'illa 159a del món i 28a del Canadà per grandària. Té 112 km de longitud i uns 48 d'amplada. Mansel és la més petita de les tres illes que es troben a l'entrada de la badia de Hudson, sent les altres dues l'illa Southampton i l'illa de Coats. El territori és ondulat i no supera els 100 m d'alçada.
L'illa és la llar d'una reserva de rens.

## Història
L'illa va ser descoberta el 1613 per l'explorador gal·lès Thomas Button i va ser anomenada Mansel en honor del vicealmirall Robert Mansel. A l'illa hi ha restes arqueològiques de la cultura Dorset, de pobles indígenes anteriors als inuit. Una estació comercial de la Companyia de la Badia de Hudson va estar activa a Swaffield Harbour, a la costa septentrional de l'illa, entre 1930 i 1932.